# Bitwa pod Kabulem (1879)
Bitwa pod Kabulem lub oblężenie Sherpur – starcie zbrojne, które miało miejsce w grudniu 1879 w trakcie II wojny brytyjsko-afgańskiej. Chociaż bitwa zakończyła się zwycięstwem Brytyjczyków, skłoniła brytyjskie władze kolonialne w Kalkucie do szukania możliwości zakończenia brytyjskiej interwencji w Afganistanie.

## Brytyjczycy w Kabulu
Zabójstwo brytyjskiego wysłannika w Kabulu, sir Pierre'a Cavignariego, oraz jego eskorty 3 września 1879 r. skłoniło władze brytyjskich Indii do zbrojnej interwencji w Afganistanie. Główne siły inwazyjne, Siły Polowe Kabulu pod dowództwem generała Fredericka Robertsa, wkroczyły we wrześniu do Afganistanu. 6 października pokonały Afgańczyków pod Czahar Asiab. 9 października Brytyjczycy wkroczyli do Kabulu.
Armia brytyjska zajęła stanowiska w umocnionym obozie Sherpur na północ od Kabulu. Obóz został zbudowany przez ich poprzedników z Armii Indusu podczas I wojny w 1839 r. Nawiązano łączność z Indiami przez przełęcz Khyber. Aby osłonić szlaki zaopatrzeniowe przed atakami lokalnych afgańskich plemion wiele oddziałów rozmieszczono wzdłuż tych dróg. Roberts przywrócił również tron towarzyszącemu jego armii emirowi Jakubowi Chanowi. Rozpoczęły się także represje przeciwko mordercom brytyjskiej delegacji.
Pod koniec listopada do Kabulu nadeszły wieści o wielkiej liczbie afgańskich wojowników zbierających się na północ od stolicy pod wodzą Mohammeda Jana, który ogłosił prawowitym emirem Musę Jana. Roberts wysłał na północ oddziały brygadierów-generałów Bakera i Macphersona z zadaniem stłumienia rebelii. Po kilku dniach ciężkich walk przeciwko przeważającemu nieprzyjacielowi, bliskim rozbicia regimentom udało się wycofać do Sherpur.
Brak służby wywiadowczej sprawił, że Roberts przez długi czas nie był w stanie prawidłowo ocenić rozmiarów rebelii. Kiedy jednak armia Mohammeda Jana zbliżała się coraz bardziej do Kabulu, a wielu Afgańczyków uciekało by wstąpić w jej szeregi, Roberts nakazał wzmocnić fortyfikacje Sherpur. Siły Polowe Kabulu miały do dyspozycji 12 dział polowych, 8 dział górskich, 2 Gatlingi oraz kilka armat afgańskich.
Wschodnią część obozu oraz część południowej obsadziły kompanie 92 pułku Highlanders, 67 pułku piechoty, 28 pułku bengalskiej piechoty oraz kompania bengalskich saperów. Resztę ściany południowej oraz część ściany zachodniej obsadził 72 pułk Highlanders. Resztę części zachodniej obsadziły 5 pułk piechoty Pendżabu, 3 pułk Sikhów oraz 5 pułk Gurkhów. Wzgórza przed północną ścianą obsadziły 23 pułk bengalskiej piechoty oraz Corps of Guides. Kwatera główna Robertsa znajdowała się przy zachodniej ścianie.

## Oblężenie
Afgańczycy przybyli pod Kabul 15 grudnia. Otoczyli oni Sherpur, ale nie mieli sprzętu do prowadzenia regularnego oblężenia. 17 grudnia brytyjska kawaleria wyszła z obozu i rozpoczęła patrolowanie przedpola. W odpowiedzi Afgańczycy obsadzili wzgórza na południe od obozu, gdzie zostali ostrzelani przez brytyjską artylerię. Wieczorem 18 grudnia z powodu intensywnych opadów śniegu Afgańczycy wycofali się do Kabulu. Brytyjczycy podjęli wówczas ograniczone działania na przedpolu.
Tymczasem do Kabulu maszerowała brygada generała Charlesa Gougha. 21 grudnia Gough otrzymał w Jagdalak wiadomość od Robertsa, nakazującą mu niezwłoczny marsz do Sherpur. Gough szybko przystąpił do wykonania rozkazu.
Wieści o nadciągających wojskach brytyjskich skłoniły Afgańczyków do przeprowadzenia generalnego szturmu. 22 grudnia Roberts otrzymał informację, że atak nastąpi następnego dnia, co też się stało. Pod Kabulem zgromadzili się wszyscy wojownicy z północno-wschodniego Afganistanu, mając nadzieję na zadanie brytyjskiemu najeźdźcy klęski podobnej do tej, jaką zadali im ich przodkowie w 1842 r.
Atak rozpoczął się przed świtem od afgańskiego ostrzału obozu. Wkrótce 50 000 Afgańczyków, prowadzonych przez ubranych na biało ghazich, ruszyło do szturmu. Przywitał ich ogień artylerii i piechoty. Atakowano zachodnią, południową i wschodnią ścianę obozu, zwłaszcza wioskę Bimaru na odcinku obrony Corps of Guides. Wsparcia tym ostatnim udzieliły nieatakowane oddziały Sikhów. Ok. godziny 10-11 natężenie ataku zaczęło słabnąć. Afgańczycy kilkakrotnie atakowali jeszcze brytyjskie pozycje, ale ze stale zmniejszającym się entuzjazmem.
O godzinie 11 Roberts wysłał kawalerię i działa na wzgórza otaczające Bimaru, aby ostrzelały atakujących wioskę Afgańczyków. W wyniku tego ostrzału atakujący wycofali się. Około południa kawaleria wyszła z obozu i zaczęła oczyszczać przedpole. Afgańczycy wycofali się.

## Dalsze działania
Nad ranem 24 grudnia Roberts zdecydował się wyprzeć Afgańczyków z Kabulu. Kiedy jednak wojska brytyjskie przybyły do miasta okazało się, że Afgańczyków już tam nie ma. Wysłana w pościg kawaleria zmusiła oddziały Mohammeda Jana do wycofania się do Ghazni. Podczas walk zginęło 33 Brytyjczyków. Według szacunków generała Robertsa straty afgańskie sięgnęły 3 000 ludzi.
Pomimo sukcesu pod Kabulem władze w Kalkucie zdecydowane były zakończyć afgańską kampanię. Roberts miał znaleźć nowego emira, a następnie wojska brytyjskie miały wycofać się z Afganistanu. Brytyjski garnizon miał pozostać w Kandaharze, który miał został odrębnym państwem. Po 6 miesiącach Brytyjczycy wybrali nowego emira. Został nim Abdur Rahman Chan.
Wiosną 1880 r. dowodzący w Kandaharze generał Stewart otrzymał rozkaz wymarszu do Kabulu, gdzie miał się połączyć z Robertsem i wspólnie wycofać się do Indii. Wkrótce jednak na południu zaszły wydarzenia, które pokrzyżowały brytyjskie plany.